# Maria Stommel
Maria Stommel, geb. Furtmann (* 17. März 1914 in Wiesdorf; † 19. März 1990 in Leverkusen) war eine deutsche Politikerin (CDU).

## Leben und Beruf
Nach dem Besuch des Oberlyzeums und der Höheren Handelsschule war Stommel von 1932 bis 1935 als Schulsekretärin beschäftigt. Nach ihrer Hochzeit und der Geburt ihrer beiden Söhne widmete sie sich vor allem der Tätigkeit als Hausfrau.

## Partei
Bereits während der Zeit der Weimarer Republik engagierte sich Stommel politisch. Sie war seit 1930 Mitglied in einer Jugendorganisation der Zentrumspartei, in die sie 1946 eintrat. 1948 wechselte sie zur CDU über. Sie war Landesvorsitzende der CDU-Frauenvereinigung Rheinland, Vorstandsmitglied der CDU-Bundesfrauenvereinigung und Vorstandsmitglied der Europäischen Frauenunion. Außerdem war sie von 1975 bis 1983 stellvertretende Vorsitzende der Katholischen Arbeitnehmer-Bewegung (KAB).

## Abgeordnete
Stommel war von 1951 bis 1979 Ratsmitglied der Stadt Leverkusen und dort stellvertretende Vorsitzende der CDU-Fraktion. Dem Deutschen Bundestag gehörte sie vom 4. Dezember 1964, als sie für den verstorbenen Abgeordneten Hermann Ehren nachrückte, bis 1976 an. Sie war stets über die Landesliste Nordrhein-Westfalen ins Parlament eingezogen.

## Ehrungen
- Großes Ehrenzeichen für Verdienste um die Republik Österreich, 1989
- Bundesverdienstkreuz 1. Klasse, 1973
- Großes Bundesverdienstkreuz, 1978